# Edward C. Tolman
Edward Chace Tolman (14 de abril de 1886-19 de diciembre de 1959) fue un psicólogo estadounidense notable por sus estudios sobre la cognición en el contexto de la psicología del comportamiento.

## Primeros años y carrera
Nació en West Newton, Massachusetts. Su hermano, Richard Chace Tolman, fue físico en el Caltech. Estudió en el Instituto Tecnológico de Massachusetts, donde se graduó en electroquímica en 1911. Recibió su doctorado de la Universidad de Harvard en 1915. La mayor parte de su carrera la pasó en la Universidad de California en Berkeley entre 1918 y 1954, donde enseñó psicología.
En 1957 recibió el premio de la Asociación Psicológica Estadounidense (APA) por contribuciones científicas distinguidas. En 1959 recibió un LLD honorario de la Universidad de California.

## Obra
A Tolman se le conoce más por sus estudios en ratas en laberintos, acerca de lo cual publicó muchos artículos sobre experimentos, de los cuales su trabajo con Ritchie y Kalish en 1946 fue quizá el más influyente. Sus mayores contribuciones teóricas aparecen en su libro de 1932, Purposive Behavior in Animals and Men (Conducta propositiva en animales y en humanos) y en una serie de monografías en la Psychological Review, The Determinants of Behavior at a Choice Point (Los determinantes de la conducta en el punto de decisión) (1938) y Cognitive Maps in Rats and Men (Mapas cognitivos en ratas y hombres) (1948), y Principles of Performance (Principios de desempeño) (1955).
Aunque Tolman fue firmemente conductista en su metodología, no fue un conductista radical como B.F Skinner. Como el título de su libro de 1932 indica, quería usar métodos para obtener una comprensión de los procesos mentales de humanos y otros animales. En sus estudios del aprendizaje de ratas, Tolman buscó demostrar que los animales podían aprender hechos acerca del mundo que podrían usar de manera flexible subsecuentemente, en vez de simplemente aprender respuestas automáticas iniciadas por estímulos ambientales. En el lenguaje de su tiempo, Tolman fue un teórico E-E (estímulo-estímulo). Se apoyó en la psicología Gestalt para argüir que los animales podían aprender las conexiones entre estímulos sin requerir ningún evento explícito que fuera biológicamente relevante para que el aprendizaje ocurriese. La teoría rival, la mucho más mecanística teoría E-R (estímulo-respuesta), que veía la conducta como dirigida por refuerzos, fue defendida por Clark Hull.
Una monografía clave, escrita por Tolman, Ritchie y Kalish en 1946, demostró que las ratas que habían explorado un laberinto con alimento en un periodo en el que no tenían hambre pudieron recorrerlo correctamente en el primer intento cuando ahora sí estaban hambrientas. Sin embargo, Hull y sus seguidores fueron capaces de encontrar explicaciones alternativas a las de Tolman, con lo que el debate entre proponentes de la teoría E-E y los de la teoría E-R comenzó a ser más enredado y estéril. El artículo iconoclasta de Skinner, Are theories of learning necessary? ("¿Son necesarias las teorías del aprendizaje?") persuadió a muchos psicólogos interesados en el aprendizaje animal que era más productivo enfocarse en la conducta misma en vez de usarla para hacer hipótesis acerca de estados mentales. 
Luego de eso, en los decenios de 1950 y 1960, la influencia de Tolman rápidamente decayó. Sin embargo, sus logros fueron considerables. Sus artículos de 1938 y 1955, producidos para responder la afirmación de Hull de que había dejado a la rata "enterrada en pensamientos" en el laberinto, a lo cual Hull se vio incapaz de responder, anticipó y preparó el terreno para ulteriores trabajos en psicología cognitiva que vinieron mucho después, cuando los psicólogos empezaron a descubrir y aplicar la teoría de la decisión (una línea de investigación que le valió el premio Nobel a Daniel Kahneman en el 2002). En su artículo de 1948, introdujo el concepto de mapa cognitivo, el cual ha encontrado extensas aplicaciones en casi todos los campos de la psicología.
Cuando en el último cuarto del siglo veinte, los investigadores en psicología animal retomaron el estudio de la cognición animal, inspirados en el éxito de la psicología cognitiva humana, muchos de ellos se volvieron a las ideas y técnicas de Tolman. De los tres grandes figuras de psicología animal de mediados del siglo veinte −Tolman, Hull y Skinner−, puede decirse razonablemente que el legado de Tolman es actualmente el más vivo, por lo menos en términos de mayor producción de investigación académica.